# 가자!평화인권당
가자!평화인권당(가자!平和人權黨)은 일본군 위안부 및 기타 강제동원 피해자 인권을 위한 목적으로 창립했던 대한민국의 정당이다.

## 연혁
2016년 3월 21일 일제강제동원피해자일본군위안부인권정당(日帝强制動員被害者日本軍慰安婦人權政黨, 약칭 일제·위안부·인권정당)으로 창당하였으며, 3일 후인 3월 24일에 강제동원일제피해·일본군위안부인권정당(强制動員日帝被害·日本軍慰安婦人權政黨)으로 명칭을 변경하였다.
2017년 2월 6일에 인권정당(人權政黨)으로 명칭을 변경하였으며, 2020년 2월 10일에는 평화통일당 창당준비위원회가 합류하여 다시 가자!평화인권당(가자!平和人權黨)이라는 명칭으로 변경하였다.
21대 총선 이후로 4년간 어떠한 선거에 참여하지 않아 정당법에 의거하여 2024년 4월 16일자로 해산되었다.

## 사건

### 박근혜 사진에 의해 탈락 주장
"가자평화인권당 "민주당, 아베보다 더 나빠"하며 …비례 배제 반발"했다, 최용상 공동대표는 박근혜와 찍은 사진을 찍었기에 탈락했다고 주장한다.

## 주요 선거 결과

### 국회의원 선거
|  | 0% |

|  | 0.10% |

|  | 0% |

|  | 0% |

|  | 0.03% |

|  | 0% |